# Спаське (Білгород-Дністровський район)

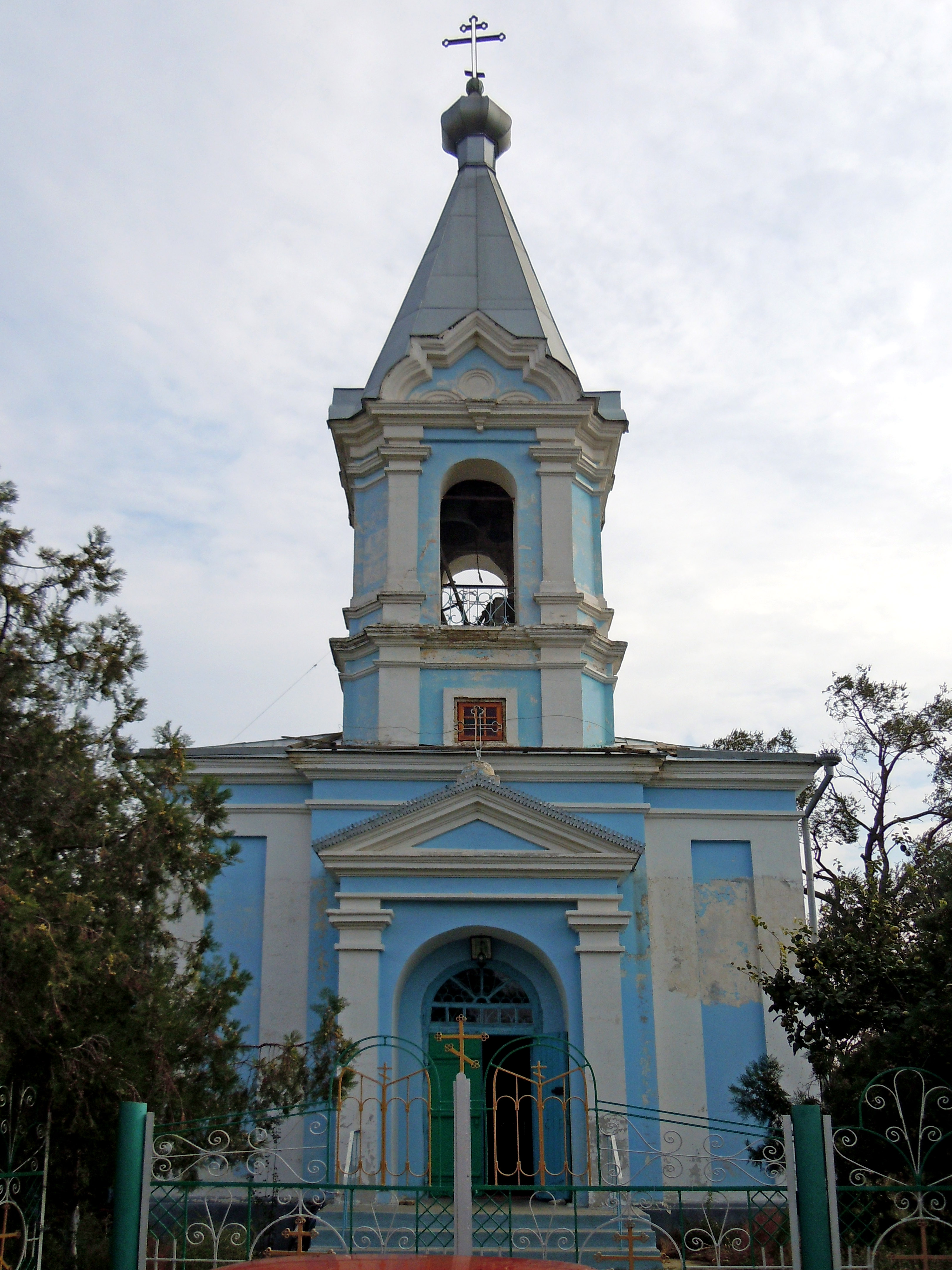
Михайлівська церква

Спа́ське — село Татарбунарської міської громади у Білгород-Дністровському районі Одеської області. Населення становить 818 осіб.

## Історія
5 лютого 2015 року у селі невідомі завалили пам'ятник Леніну.

## Населення
Згідно з переписом УРСР 1989 року чисельність наявного населення села становила 872 особи, з яких 401 чоловік та 471 жінка.
За переписом населення України 2001 року в селі мешкало 811 осіб.

### Мова
Розподіл населення за рідною мовою за даними перепису 2001 року:
| Мова       | Відсоток |
| ---------- | -------- |
| російська  | 2,42 %   |
| українська | 95,62 %  |
| болгарська | 0,98 %   |
| молдовська | 0,73 %   |
| гагаузька  | 0,12 %   |
| циганська  | 0,12 %   |